# Elkhorn (Wisconsin)
Elkhorn – miasto w Stanach Zjednoczonych, w stanie Wisconsin, w hrabstwie Walworth.